# ナヴァロン・フォール
ナヴァローネ・フォール（Navarone Foor、1992年2月4日 - ）は、オランダ・ヘルダーラント州オプフースデン出身のプロサッカー選手。SCカンブール所属。ポジションはMF。
インドネシアにルーツをもつ。

## クラブ経歴
2009年、NECナイメヘンの下部組織に入団
2011年8月、SCヘーレンフェーン戦で79分にラセ・シェーネと交代しトップチームデビュー。翌月のデ・フラーフスハップ戦で初スタメン。2012年4月開催のPSVアイントホーフェン戦で初ゴール。翌月のフィテッセ戦でもゴールを奪い3–2の勝利に貢献した。
2014-15シーズンはレギュラーとしてチームのエールステ・ディヴィジ優勝とエールディヴィジ昇格に貢献した。
2016年5月、フリーでフィテッセに4年契約で加入。
2019-20シーズンをもって契約満了でフィテッセを退団すると、アル・イテハド・カルバやパフォスFCといった各国のクラブに短期間在籍した。
2023年1月28日、母国オランダに帰国してSCカンブールと2022-23シーズン終了までの短期契約を結んだ。

## 代表経歴
2011年からオランダの各世代別代表に招集されていたが、世代別代表におけるメジャー大会には出場していない。

## タイトル
NECナイメヘン
- エールステ・ディヴィジ (1): 2014–15